# Liste der Bodendenkmäler in Selbitz (Oberfranken)
Auf dieser Seite sind die Bodendenkmäler in der oberfränkischen Stadt Selbitz zusammengestellt. Diese Tabelle ist eine Teilliste der Liste der Bodendenkmäler in Bayern. Grundlage ist die Bayerische Denkmalliste, die auf Basis des Bayerischen Denkmalschutzgesetzes vom 1. Oktober 1973 erstmals erstellt wurde und seither durch das Bayerische Landesamt für Denkmalpflege geführt wird. Die folgenden Angaben ersetzen nicht die rechtsverbindliche Auskunft der Denkmalschutzbehörde.

## Bodendenkmäler der Stadt Selbitz

### Bodendenkmäler in der Gemarkung Neuhaus
| Lage               | Objekt                                                                                 | Akten-Nr.     | Bild |
| ------------------ | -------------------------------------------------------------------------------------- | ------------- | ---- |
| Neuhaus (Standort) | Befunde des späten Mittelalters und der frühen Neuzeit im Bereich von Schloss Neuhaus. | D-4-5636-0097 |      |

### Bodendenkmäler in der Gemarkung Rodesgrün
| Lage                 | Objekt                       | Akten-Nr.     | Bild |
| -------------------- | ---------------------------- | ------------- | ---- |
| Rodesgrün (Standort) | Mittelalterlicher Burgstall. | D-4-5636-0101 |      |
| Rodesgrün (Standort) | Mittelalterlicher Turmhügel. | D-4-5636-0102 |      |

### Bodendenkmäler in der Gemarkung Selbitz
| Lage               | Objekt | Akten-Nr.     | Bild |
| ------------------ | --- | ------------- | ---- |
| Selbitz (Standort) | Befunde des Mittelalters und der frühen Neuzeit im Bereich der Evangelisch-Lutherischen Pfarrkirche von Selbitz. | D-4-5636-0086 |      |
| Selbitz (Standort) | Vorgängerbauten sowie Befunde des Mittelalters und der frühen Neuzeit im Bereich des ehemaligen Alten Schlosses. | D-4-5636-0087 |      |
| Selbitz (Standort) | Befunde der frühen Neuzeit im Bereich des Neuen Schlosses.                                                       | D-4-5636-0088 |      |